# 77ª Squadriglia aeroplani
La 77ª Squadriglia del Corpo Aeronautico era un reparto di volo italiano costituito nei tardi anni dieci.
La squadriglia fu operativa durante la prima guerra mondiale.

## Storia

### Prima guerra mondiale
La 77ª Squadriglia Nieuport Cuore Rosso fu ufficialmente è formata il 31 maggio 1916 ai comandi del capitano Pier Ruggero Piccio proveniente dalla 3ª Squadriglia e futuro capo di stato maggiore dell'Aeronautica Militare sul campo di Comina (Friuli-Venezia Giulia) dotata di Nieuport 10.
Alle dipendenze del Comando supremo militare italiano si costituisce il 18 giugno all'Aeroporto di Istrana con 8 piloti tra cui il Sottotenente Ferruccio Ranza ed il Sergente Cosimo Rizzotto.
In luglio riceve i Nieuport 11 ed il 27 Ranza con il tenente Carlo Savio colpiscono un Hansa-Brandenburg C.I della Flik 24 nel cielo sopra Marter di Roncegno Terme. Gli aviatori avversari Alois Jezek e l'osservatore Georg Kenzian Edler Von Kenzianhausen vennero feriti.
In agosto si sposta a Cascina Farella di Aquileia ed il 14 settembre Ranza su Ni 11, Savio ed il serg. Giuseppe Tesei costringono ad ammarare due idrovolanti nel golfo di Panzano (Monfalcone).
Dal 5 settembre la squadriglia passa sotto il I Gruppo, il 18 ottobre Piccio abbatte un pallone frenato Drachen a Sella del Bivio ed il 31 ottobre Tesei rivendica una vittoria.
Il 25 novembre Ranza costringe all'atterraggio due Albatros uno verso Hermada ed uno vicino a Ternova.
Nel 1916 venivano eseguiti 526 voli di guerra, 30 combattimenti abbattendo ufficialmente 2 aerei ed un Drachen.
Al 1º gennaio 1917 la squadriglia era a disposizione della 3ª Armata (Regio Esercito), arrivano i primi Nieuport 17 da 110 Cv, il 26 comando passa al cap. Ettore Croce seguito da Ranza.
Il 16 febbraio il serg. Domenico Piaggio abbatte un Brandenburg seguito il 28 da Rizzotto.
Nel mese di marzo 1917 la Squadriglia si trasferì ad Aiello del Friuli, ricevendo i suoi primi caccia SPAD VII. 
In maggio dispone di quattro Ni 11, quattro Ni 17 e tre SPAD ed il 27 il S.Ten Alberto Marazzani rivendica una vittoria.
Il 22 giugno Piaggio con Flavio Torello Baracchini dell'81ª Squadriglia aeroplani abbatte un Brandenburg ad Aisovizza, il 7 luglio Rizzotto, con il Ten. Giulio Sambonet, ottiene una vittoria sul Monte Stol e l'11 luglio Rizzotto ha una vittoria su Vojščica.
Nell'ambito dell'Undicesima battaglia dell'Isonzo il 19 agosto Marazzani, il Ten. Giovanni De Briganti e Piccio sostengono di aver abbattuto ognuno un caccia ed il 20 agosto il Cap. Mario Ugo Gordesco ottiene una vittoria ed un Aviatik D.I abbatte il S.Ten. Mario Leggiadri su Vižovlje.
Il 29 settembre Tesei viene abbattuto da 3 caccia a Medana e dall'ottobre 1917 arriva il S.Ten. Francis Lombardi che diventerà un Asso con 8 abbattimenti e in seguito anche costruttore fondando l'Azionaria Vercellese Industrie Aeronautiche.
Dopo lo sfondamento di Caporetto, la sua Squadriglia abbandonò il campo d'aviazione di Aiello del Friuli, ritirandosi dapprima alla Comina, poi al Campo di aviazione di Arcade ed infine attestandosi a Marcon dove l'8 novembre passa alle dipendenze del XIII Gruppo (poi 13º Gruppo caccia) del Cap. Gordesco.
Il 6 novembre Rizzotto (che diventerà un Asso dell'aviazione con 6 vittorie) abbatte un Brandenburg a San Michele di Conegliano con Alessandro Contardini della 82ª Squadriglia ed Alvaro Leonardi della 80ª Squadriglia caccia ed il 7 novembre i Sergenti Felice Avon ed il Serg. Michele Allasia della 80ª abbattono un aereo sul fiume Livenza.
Allasia il 10 novembre viene assegnato alla 77ª ed il 30 novembre il S.Ten. Giannino Ancillotto su Ni 11 abbatte un Drachen come anche il 3 dicembre ed il 5 dicembre quando attraversa con il suo Ni 11 un aerostato in fiamme ricevendo la Medaglia d'oro al valor militare.
Lo stesso 5 dicembre l'Aspirante Amleto Degli Esposti ed il Brigadiere Ernesto Cabruna con Francesco Carabelli della 83ª Squadriglia abbattono un aereo della Flik 32 a Salgareda e l'8 dicembre Degli Esposti abbatte un aereo a Casa Saveri a Susegana con Eolo Restelli dell'80^.
Nel 1917 Allasia arriva a 4 vittorie (che nel 1918 diventerà un Asso con 5 vittorie).
Al 1º gennaio 1918 la 77ª Squadriglia SPAD è comandata da Gordesco comandante anche il XIII Gruppo che dispone di 8 piloti.
Il 29 marzo Cabruna abbatte un aereo a Conegliano ed a metà maggio il comandante è il Ten. Marazzani con altri 10 piloti che scambia con l'80^ tra cui il Serg. Elia Antonio Liut.
Il 16 giugno il S.Ten. Carabelli abbatte un Albatros D.III sul Piave ed il 19 il Cap. Filippo Serafini (che diventa il comandante di Squadriglia e che aveva abbattuto il 15 giugno un apparecchio nemico sulle Grave di Papadopoli) insieme allo SPAD di Sambonet e ad un Hanriot HD.1 di Umberto Gelmetti dell'80^ abbatte un Brandenburg.
Il 20 giugno Cabruna ottiene una vittoria con il Serg. Rodolfo Piermattei ed il soldato Ottavio Sottani dell'80^ ed il 21 giugno Cabruna (che diventerà un Asso con 8 vittorie) incendia un Drachen.
In questo periodo l'unità che riceve il Cap. Gelmetti, arrivato insieme al Ten. Carlo Alberto Conelli de Prosperi, dispone di 18 SPAD ed il 16 luglio il Ten. Conelli abbatte un caccia.
Il 24 luglio Ancillotto (che diventerà un Asso con 11 vittorie) abbatte due Hansa-Brandenburg C.I di notte su Treviso e l'11 agosto Conelli de Prosperi abbatte un Aviatik D.I da ricognizione su Pralongo (Monastier di Treviso).
Il 14 settembre Lombardi (che diventerà un Asso con 8 vittorie) ottiene una vittoria ed il 23 ottobre l'unità passa nella Massa da Caccia.
Nell'ambito della Battaglia di Vittorio Veneto il 27 ottobre il Cap. Nicola Corbo dopo averlo attaccato vede scendere un caccia in picchiata su Mansuè e Serafini ed Ancillotto abbattono 2 Pfalz E.I.
Al 4 novembre 1918 la squadriglia dipende dal Comando Superiore d'Aeronautica con 13 SPAD operativi e 17 piloti.
Dal 1º novembre 1917 la squadriglia ha svolto 2549 voli bellici per 2374 ore di volo sostenendo 108 combattimenti abbattendo 25 aerei e 5 Drachen.
Dopo l'armistizio la squadriglia è a Zaule di Muggia e viene sciolta nel maggio 1919. Verrà ricostituita nel 1923.
Le vittorie degli assi della squadriglia furono:
- Lombardi 8;
- Ancillotto 7;
- Cabruna e Rizzotto 6;
- Ranza 4;
- Serafini 3[4];
- Piccio 1.[5]

### Regia Aeronautica
Nel novembre del 1923 la squadriglia era nel XIII Gruppo del 1º Stormo Caccia Terrestre all'Aeroporto di Venaria Reale nella Regia Aeronautica.
Dal 25 dicembre 1925 entra con il Gruppo nel 2º Stormo che volava sugli SPAD S.XIII e Fiat C.R.1, il 19 novembre 1929 il Gruppo va a Mirafiori (campo di volo) e nel giugno del 1934 inizia il transito dai Fiat C.R.20 bis sui Fiat C.R.30.
Il 24 Maggio del 1936 parte con lo Stormo ed il Gruppo da Napoli sul piroscafo Città di Trieste ed arrivavano il 27 all'Aeroporto di Benina.
Nel 1938 allo Stormo arrivano i Breda Ba.65 da assalto e nella primavera del 1939 i Fiat C.R.32 al posto dei Breda 65. Il 9 agosto 1939 il Gruppo va a Castel Benito nell'Aeroporto di Tripoli.
Nel 1940, quando venne mobilitata la squadriglia con i primi 9 Fiat C.R.42 rimaneva a Castel Benito.

### Seconda guerra mondiale
A metà giugno 1940 era stato trasferita sul campo T2 dell'Aeroporto di Tobruch.
All'8 settembre 1943 era nel XIII Gruppo Caccia Terrestre di Arena Metato con 2 MC-202.